# Anna de Noailles
brasão
assinatura
Vista da sepultura.
Anna, Condessa Mathieu de Noailles (15 de novembro de 1876 - 30 de abril de 1933) foi uma escritora, poeta e feminista socialista romena-francesa.

## Biografia

### Vida pessoal
Nascida princesa Anna Elisabeth Bibesco-Bassaraba de Brancovan em Paris, ela era descendente das famílias Bibescu e Craioveşti de boiardos romenos. Seu pai foi o príncipe Grégoire Bibesco-Bassaraba, filho do príncipe valáquio Gheorghe Bibesco e de Zoe Mavrocordato-Bassaraba de Brancovan. Sua mãe grega era a Ralouka  Mussurus, uma musicista, a quem o compositor polonês Ignacy Paderewski dedicou várias de suas composições. Através de sua mãe, Anna de Noailles era tataraneta de Sophronius de Vratsa, uma das principais figuras do Despertar Nacional Búlgaro, através de seu neto Stefan Bogoridi, caimacam da Moldávia.
Em 1897 ela se casou com Mathieu Fernand Frédéric Pascal de Noailles (1873-1942), o quarto filho do 7º Duque de Noailles . O casal logo se tornou o brinde da alta sociedade parisiense. Eles tiveram um filho, um filho, Conde Anne-Jules de Noailles (1900-1979).

### Carreira

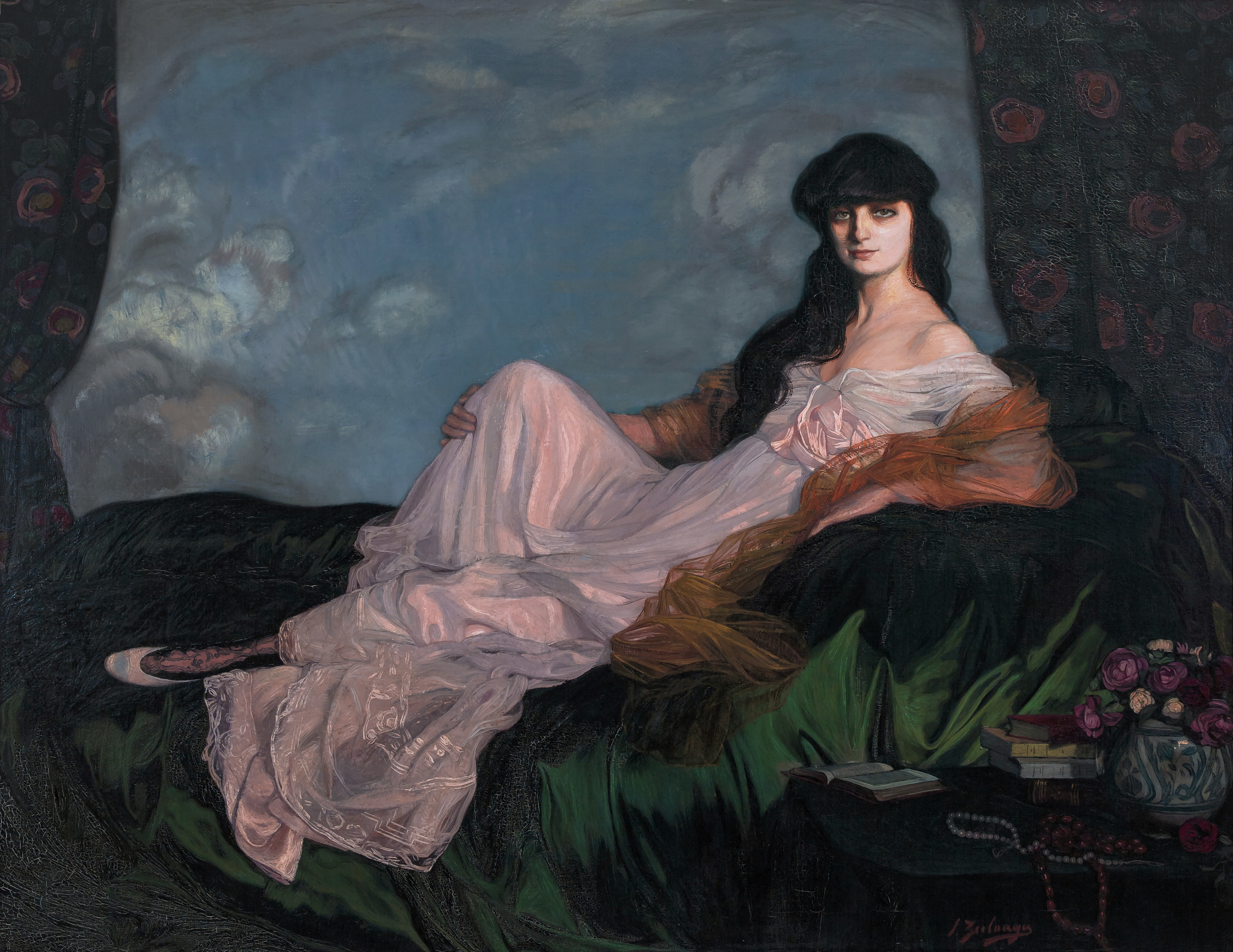
Anna de Noailles, retrato de Ignacio Zuloaga, 1913

Anna de Noailles escreveu três romances, uma autobiografia e muitas coleções de poesia. Ela tinha relações amistosas com a elite intelectual, literária e artística da época, incluindo Marcel Proust, Francis Jammes, Colette, André Gide, Frédéric Mistral, Robert de Montesquiou-Fezensac, Rainer Maria Rilke, Paul Valéry, Jean Cocteau, Pierre Loti, Paul Hervieu e Max Jacob .
Um escritor do New York Times em 1929 escreveu que ela era "uma das melhores poetisas da França atual".
Ela morreu em 1933 em Paris, aos 56 anos, e foi enterrada no Cemitério Père Lachaise. Ela era prima do príncipe Antoine Bibesco e da princesa Marthe Bibesco .

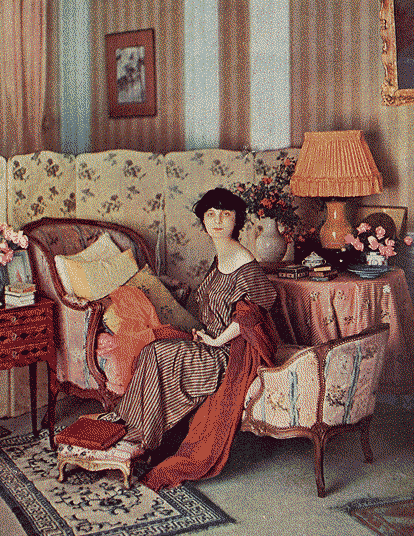
Anna de Noailles 1913

### Em belas artes
Anna de Noailles foi tão popular que vários artistas notáveis da época pintaram seu retrato, incluindo Antonio de la Gandara, Ignacio Zuloaga, Kees van Dongen, Jacques Émile Blanche e o pintor de retratos britânico Philip de László. Em 1906 sua imagem foi esculpida por Auguste Rodin; o modelo de barro pode ser visto hoje no Musée Rodin em Paris, e o busto de mármore está em exibição no Metropolitan Museum de Nova York.

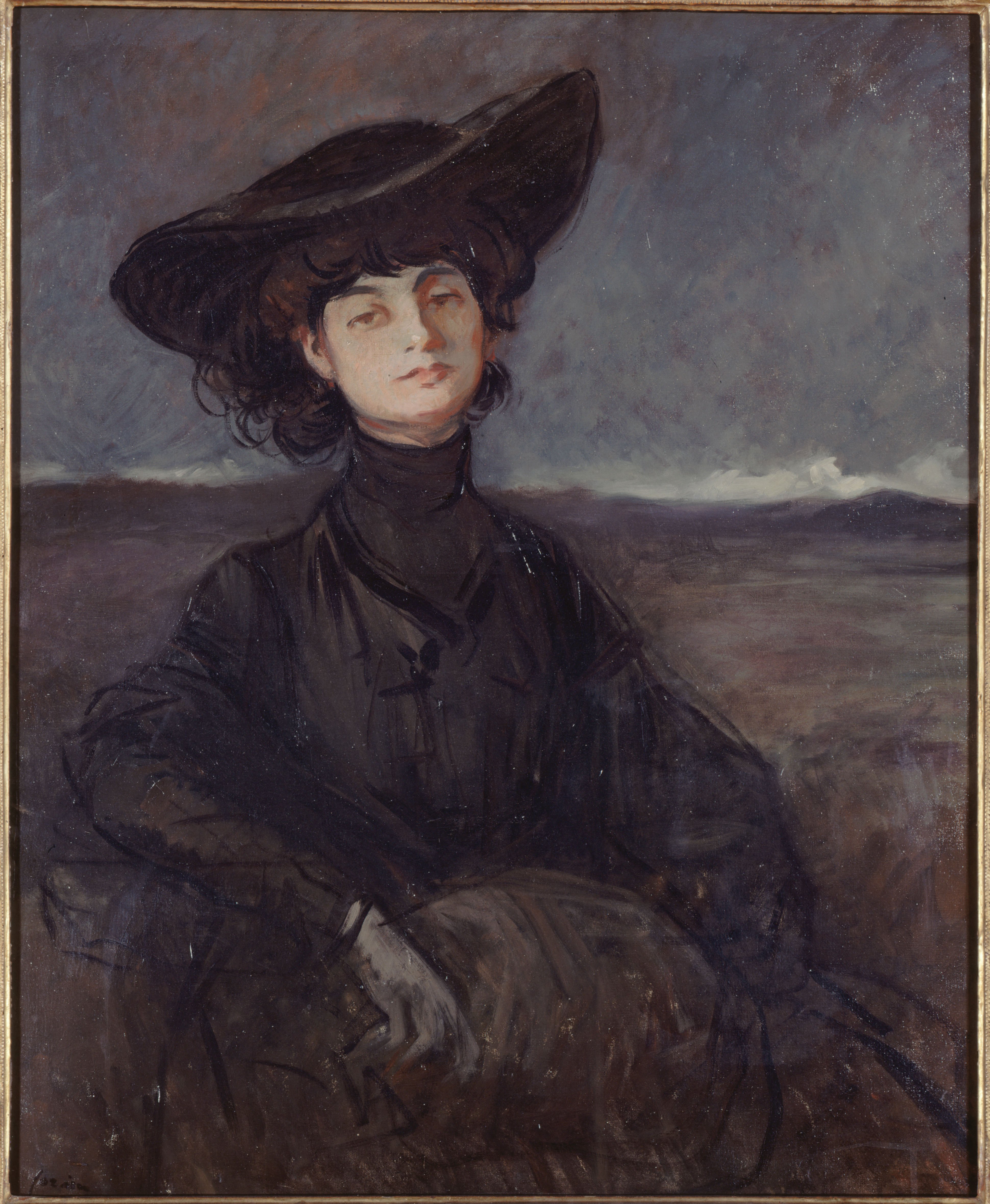
Anna, Condessa de Noailles, 1914 de Jean-Louis Forain
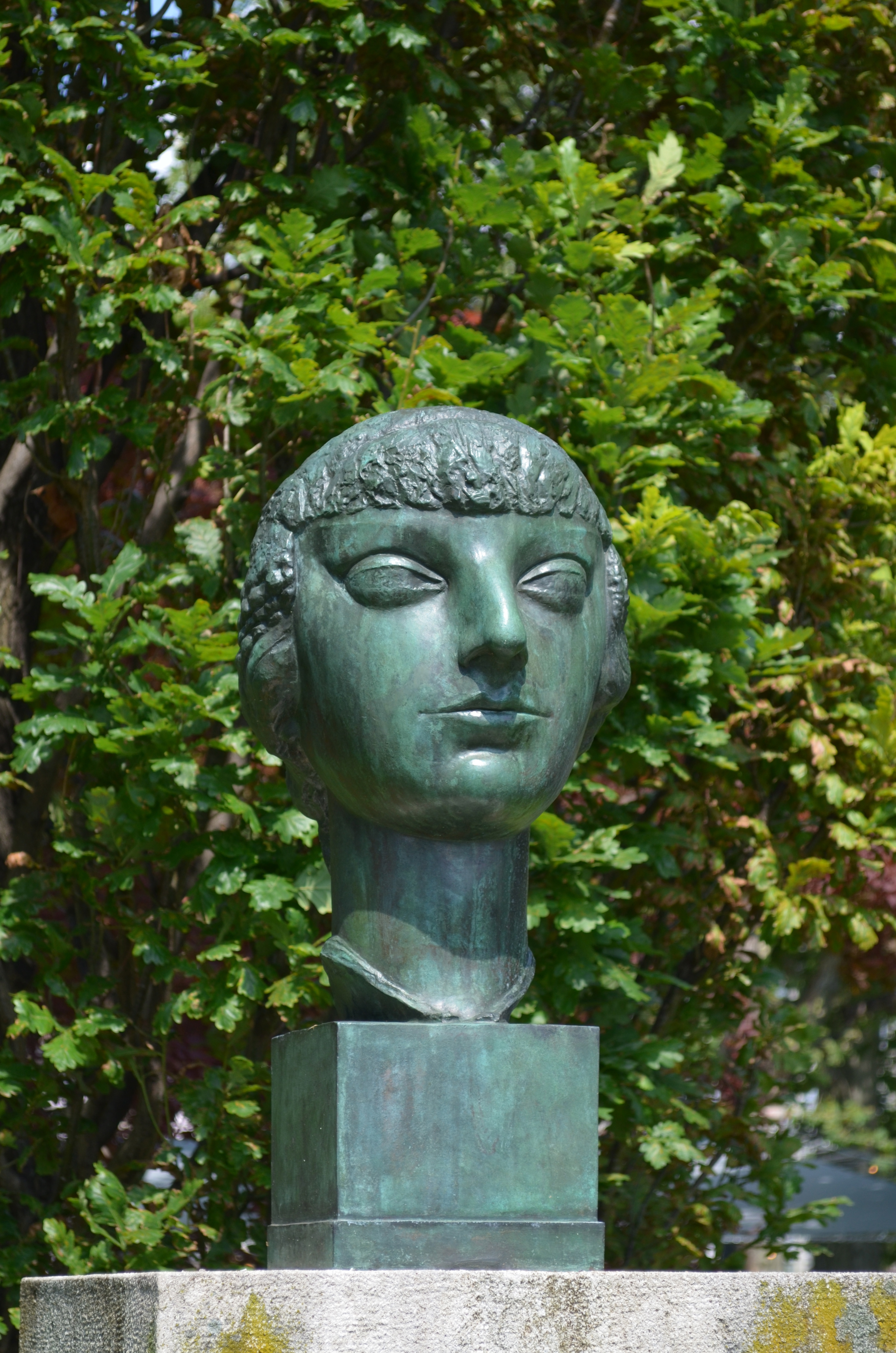
Anna, Condessa de Noailles, 1936 de James Vibert

## Prêmios
Anna de Noailles foi a primeira mulher a se tornar Comandante da Legião de Honra na França, a primeira mulher a ser recebida na Real Academia Belga de Língua e Literatura Francesas, e foi homenageada com o "Grand Prix" da Académie Française em 1921.
A Condessa de Noailles serviu como jurada com Florence Meyer Blumenthal na concessão do Prix Blumenthal, uma bolsa concedida entre 1919-1954 a pintores, escultores, decoradores, gravadores, escritores e músicos.

## Escritos
- Le Coeur inobrável (1901)
- L'Ombre des jours (1902)
- La Nouvelle Esperança (1903)
- Le Visage émerveillé (1904)
- La Dominação (1905)
- Les Éblouissements (1907)
- Les Vivants et les Morts (1913)
- Les Forces éternelles (1920)
- Les Innocentes, ou La Sagesse des femmes (1923)
- Poema de l'amour (1924)
- L'Honneur de souffrir (1927)
- Exactidão, Paris (1930)
- Le Livre de ma vie (1932)
- Derniers Vers et Poèmes d'enfance (1934)